# John Murray (1778–1843)

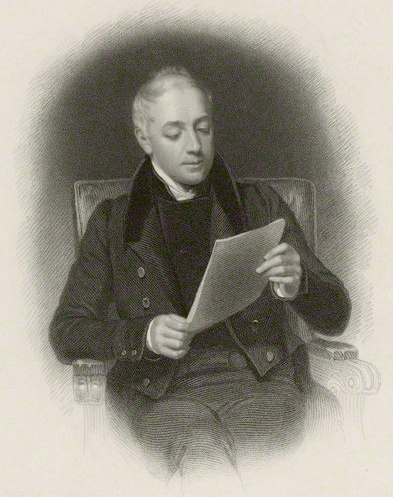
John Murray II.

John Murray (II), född 1778, död den 27 juni 1843, var en engelsk bokförläggare av skotsk härkomst, far till John Murray. 
Murray ärvde 1793 efter sin far, som även han hette John Murray, en bokförlagsaffär, övertog snart själv ledningen av den och bragte dess utveckling därhän, att han tycktes komma att monopolisera hela den engelska skönlitteraturen. Så utkom exempelvis Walter Scotts, lord Byrons, Washington Irvings med flera framstående författares arbeten på hans förlag, likaså beskrivningarna över William Edward Parry, John Franklins och John Ross ishavsfärder. År 1809 uppsatte han med tillhjälp av George Canning och Walter Scott "Quarterly Review", som blev ett organ för tories, under det att "Edinburgh Review" var ett språkrör för whigpartiet. Murrays samlingsverk "Family Library" (1830–1841) var ett bland de första gottköpsbiblioteken.